# Jarasłau Czuprys
Jarasłau Rascisławawicz Czuprys, biał. Яраслаў Расціслававіч Чупрыс, ros. Ярослав Ростиславович Чуприс – Jarosław Rostisławowicz Czupris (ur. 12 września 1981 w Mińsku) – białoruski hokeista, reprezentant Białorusi. Trener.

## Kariera zawodnicza
- Junost' Mińsk (1998-2000)
- HK Kieramin Mińsk (2000-2005)
- Saławat Jułajew Ufa (2005-2007)[1]
  -  Saławat Jułajew Ufa 2 (2006-2007)
- HK Kieramin Mińsk (2007-2008)
- Dynama Mińsk (2008-2010)
- HK Szachcior Soligorsk (2010)
- Dynama Mińsk (2010-2011)
- Junost' Mińsk (2011)
- HK Szachcior Soligorsk (2011-2017)

Wychowanek Junosti Mińsk. Od 2011 zawodnik Szachciora Soligorsk. Został kapitanem tej drużyny. Po sezonie 2016/2017 zakończył karierę zawodniczą.
Uczestniczył w turniejach mistrzostw świata w 2003 (Elita), 2006, 2008, 2009, 2010 (Elita).

## Kariera trenerska
W połowie 2017 wszedł do składu trenerskiego zespołu HK Dynama Mołodeczno. Wiosną 2019 wszedł do sztabu trenerskiego Szachciora Soligorsk. Po odejściu trenera Juryja Fajkoua na początku lutego 2022 został ogłoszony nowym głównym trenerem Szachciora.

## Sukcesy
Klubowe
- Srebrny medal mistrzostw Białorusi: 1999, 2011 z Junostią Mińsk, 2001, 2003, 2004, 2005 z Kieraminem Mińsk, 2010, 2016 z Szachciorem Soligorsk
- Złoty medal mistrzostw Białorusi: 2002, 2008 z Kieraminem Mińsk, 2015 z Szachciorem Soligorsk
- Puchar Białorusi: 2002 z Kieraminem Mińsk
- Mistrzostwo Wschodnioeuropejskiej Ligi Hokejowej: 2003, 2004 z Kieraminem Mińsk
- Brązowy medal mistrzostw Białorusi: 2013 z Szachciorem Soligorsk

Indywidualne
- Ekstraliga białoruska w hokeju na lodzie (2004/2005):
  - Pierwsze miejsce w klasyfikacji strzelców: 25 goli
  - Pierwsze miejsce w klasyfikacji kanadyjskiej: 57 (68) punktów[8]
- Ekstraliga białoruska w hokeju na lodzie (2009/2010):
  - Trzecie miejsce w klasyfikacji asystentów w fazie play-off: 9 asyst[9]